# Gersheim
Gersheim är en kommun och ort i Saarpfalz-Kreis i förbundslandet Saarland i Tyskland.
De tidigare kommunerna Bliesdalheim, Herbitzheim, Medelsheim, Niedergailbach, Peppenkum, Reinheim, Rubenheim, Seyweiler, Utweiler och Walsheim uppgick i Gersheim 1 januari 1974.